# Denmark Township (Minnesota)
Denmark Township és un township al Comtat de Washington, a l'estat de Minnesota als Estats Units. La població era 1.348 segons el cens del 2000. El poble despoblat, o poble fantasma, de Point Douglas es localitza en aquest township.

## Geografia
Segons l'Oficina del Cens dels Estats Units, el township té una àrea de 78,8 km², dels quals, 74,1 km² són terra i 4,7 km² són aigua. La carretera de County 21 serveix com a ruta principal per a la comunitat.

## Demografia
Segons el cens del 2000, hi havia 1.348 habitants, 481 llars, i 404 famílies residint en aquest township. La densitat de població era 18,2 persones per quilòmetre quadrat. Hi havia 503 habitatges en una mediana de 6,8 habitatges per quilòmetre quadrat. La distribució de races era 98,22% blanca, 0,15% asiàtica, 0,15% pacífics, 0,82% d'altres races, i 0,67% de dos o més races. Hispànics i llatinoamericans de qualssevol raça formaven l'1,19% de la població.

Hi havia 481 llars de les quals el 32,6% tenien fills menors d'edat vivint amb ells, el 76,5% eren parelles casades vivnt junts, el 4,6% tenien una dona com cap de família sense cap marit present, i el 16,0% no eren famílies, el 12,9% de totes les llars estaven fetes per individuals i el 4,6% tenien algú de 65 anys o més visquent-hi sol o sola. La mediana de persones visquent per llar era 2,80 i la mediana de mida de cada família era 3,08.

En aquest township la població estava repartida en un 23,2% menors d'edat, un 7,9% de la població tenia de 18 a 24 anys, un 25,5% tenia de 25 a 44 anys, un 33,2% de la població tenia de 45 a 64 anys, i un 10,2% tenia 65 o més anys. L'edat mediana era 42 anys. Per cada cent dones hi havia 97,4 homes. Per cada 100 dones d'edat 18 i més, hi havia 101,4 homes.

La renda mediana per casa en el township era de 74.821$, i la renda mediana per família era de 81.279 $. Els homes tenien una renda mediana de 46.161 $ mentre que les dones tenien una renda mediana de 32.917 $. La renda per capita era de 30.069 $. Un 2,7% de famílies i un 2,7% de la població vivien davall del llindar de la pobresa, incloent-hi un 1,9% d'aquests menors d'edat i un 3,5% d'edat 65 anys o més.